# Vuelta a la Argentina
La Vuelta a la Argentina è stata una corsa a tappe maschile di ciclismo su strada che si svolse in Argentina per 4 edizioni in modo discontinuo.

## Albo d'oro
Aggiornato all'edizione 2000.
| Anno      | Vincitore           | Secondo             | Terzo            |
| --------- | ------------------- | ------------------- | ---------------- |
| 1952      | Rik Van Steenbergen | Stan Ockers         | Miguel Sevillano |
| 1953-1990 | non organizzata     | non organizzata     | non organizzata  |
| 1991      | Omar Contreras      | Juan Marcelo Aguero | Gustavo Artacho  |
| 1992-1998 | non organizzata     | non organizzata     | non organizzata  |
| 1999      | Martin Rittsel      | Zbigniew Piątek     | Martín Garrido   |
| 2000      | David Kenig         | Grzegorz Wajs       | Jairo Hernandez  |

## Statistiche

### Vittorie per nazione
Aggiornato all'edizione 2000.
| Pos. | Nazione   | Vittorie |
| ---- | --------- | -------- |
| 1    | Argentina | 2        |
| 2    | Belgio    | 1        |
| 2    | Svezia    | 1        |